# Alkoven (Alta Áustria)
Alkoven é um município da Áustria localizado no distrito de Eferding, no estado de Alta Áustria.